# Thomas-Casimir Regnault
Pour les articles homonymes, voir Regnault.
Thomas-Casimir Regnault, né à Bayeux le 13 août 1823 et mort à Paris le 10 décembre 1871, est un graveur français.

## Biographie
Élève de Henriquel-Dupont et de Brévière, Regnault devint un irrégulier de la gravure.

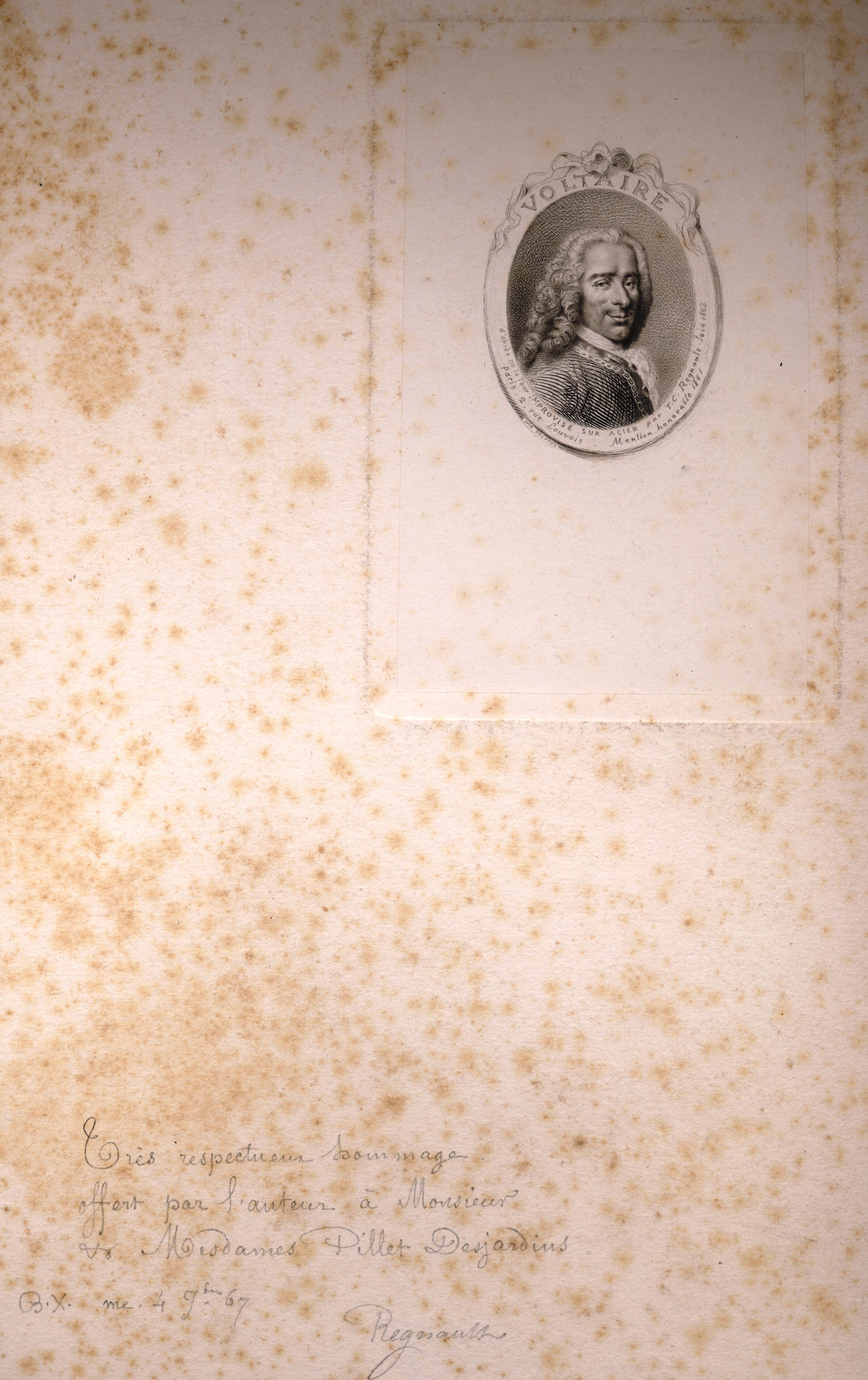
Portrait de Voltaire, 1863
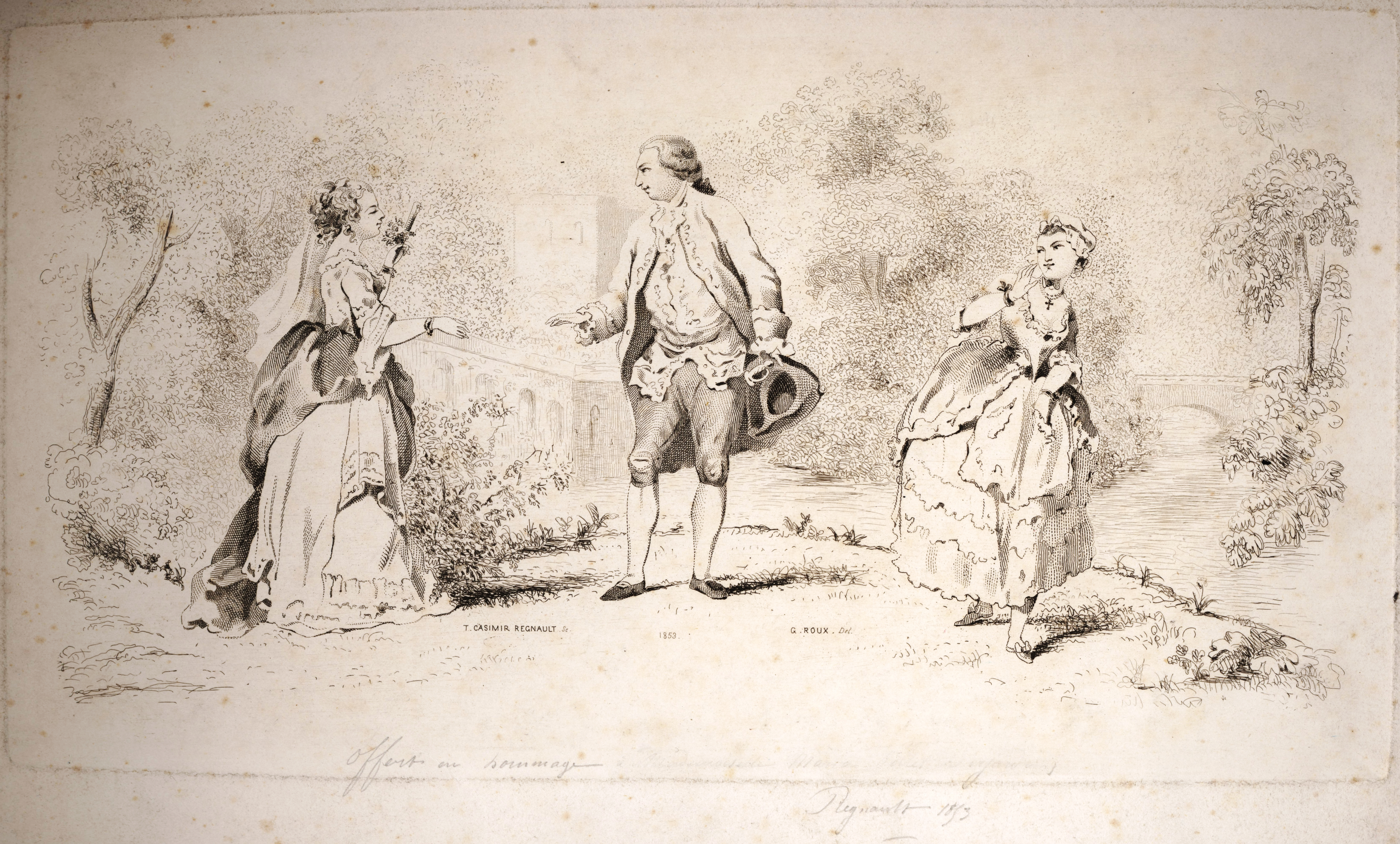
Gravure dessiné par G. Roux, 1853